# Trübe Levkoje
Die Trübe Levkoje (Matthiola fruticulosa) ist eine Pflanzenart aus der Gattung Levkojen (Matthiola) innerhalb der Familie der Kreuzblütengewächse (Brassicaceae).

## Beschreibung

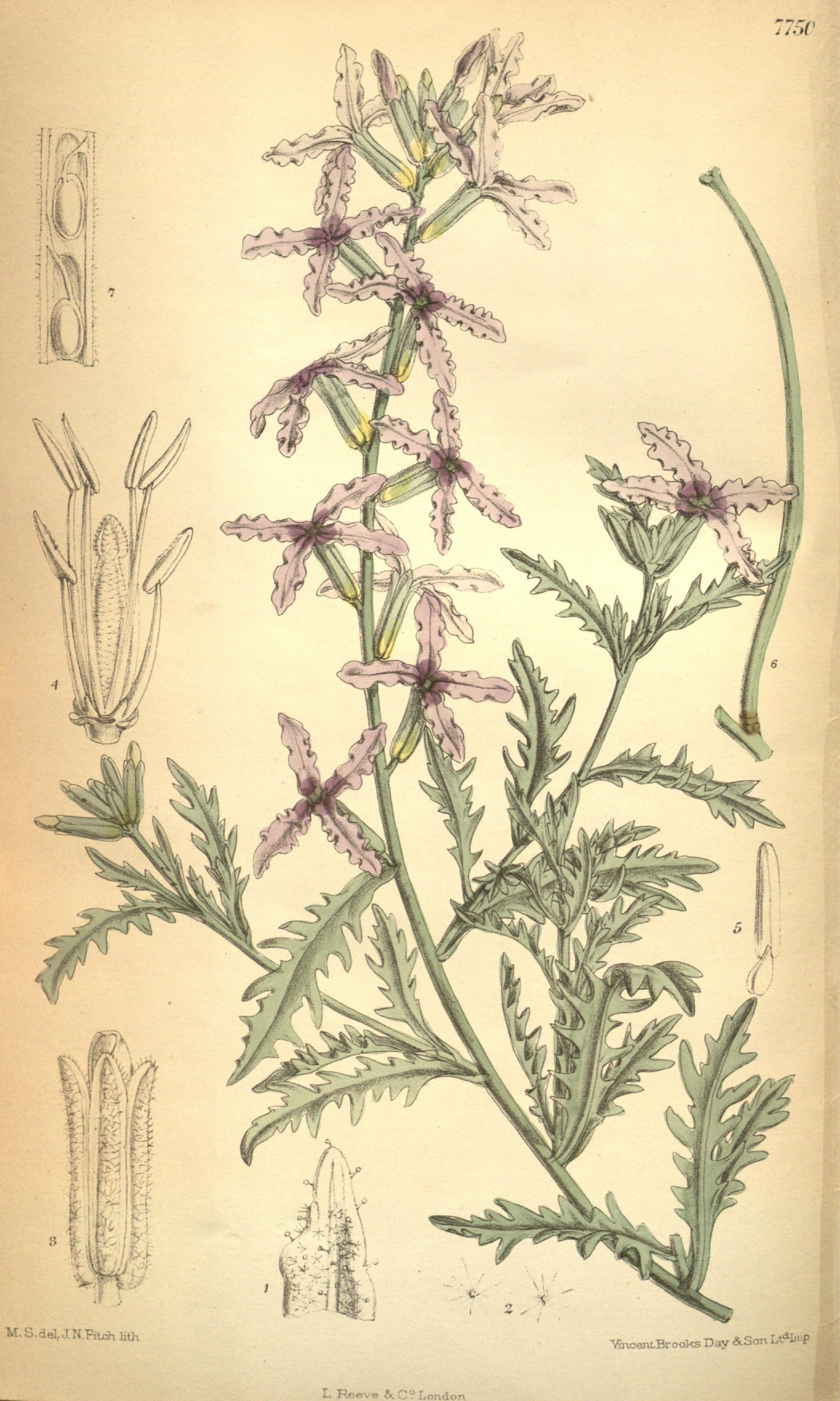
Illustration bei Curtis's Botanical Magazine, Tafel 7750

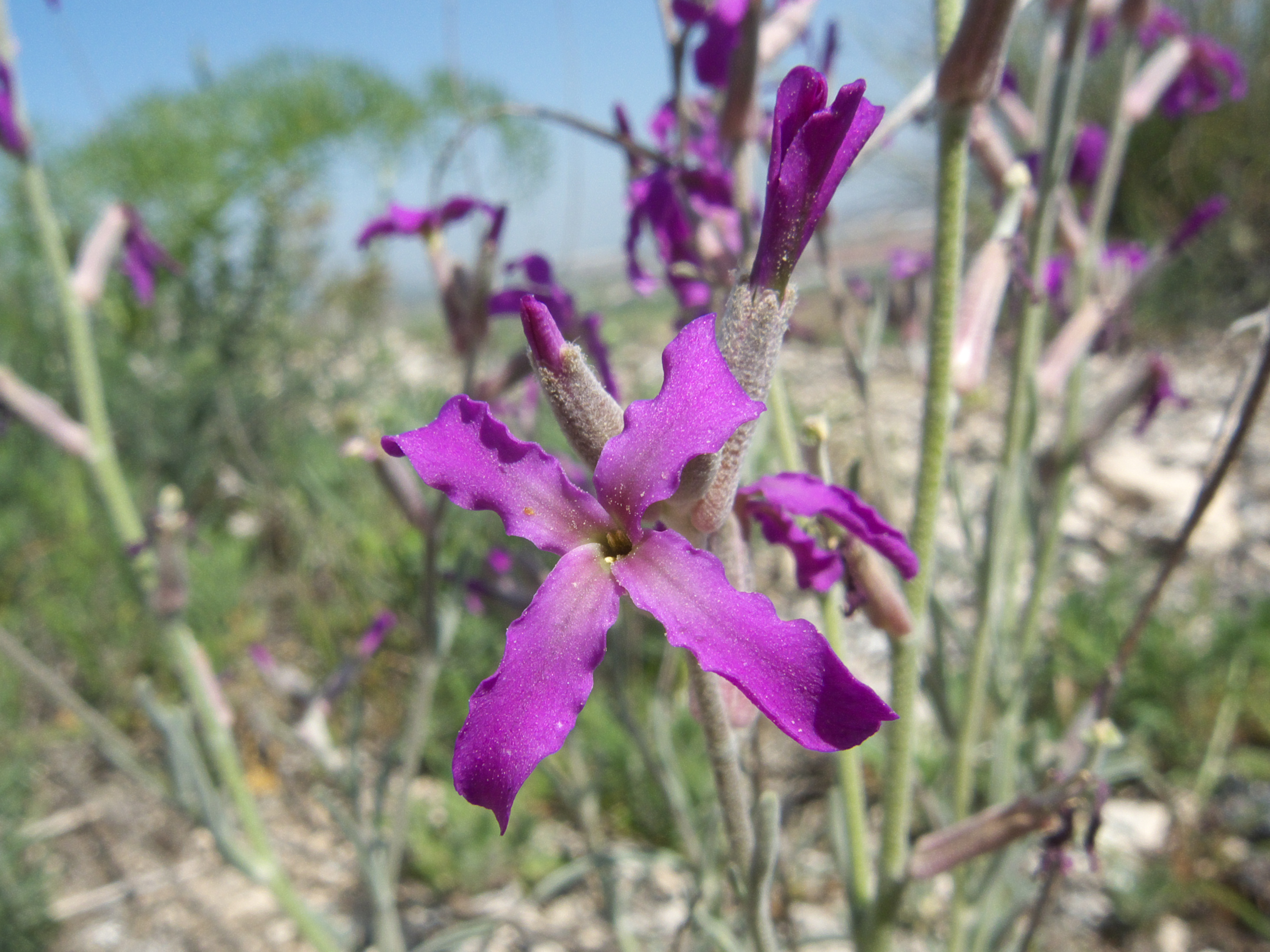
Blüte von Matthiola fruticulosa subsp. fruticulosa

### Vegetative Merkmale
Die Trübe Levkoje ist eine ausdauernde krautige Pflanze, die Wuchshöhen von 5 bis 60 Zentimetern erreicht. Die oberirdischen Pflanzenteile sind spärlich bis graufilzig oder drüsig behaart. Die Sprossachsen können am Grund verholzen. Die nichtblühenden Blattrosetten enthalten einfache, schmale, ganzrandige oder geschweift gelappte Laubblätter.

### Generative Merkmale
Die Blütezeit ist April bis Juli. Der endständige, traubige Blütenstand enthält locker angeordnet fünf bis zwanzig mehr oder weniger sitzende Blüten, von denen drei bis acht gleichzeitig blühen.
Die zwittrigen Blüten sind radiärsymmetrisch und vierzählig. Die Kelchblätter sind hautrandig und außen fein flaumig behaart und oft drüsenhaarig. Die vier freien, violetten, rostfarbenen oder gelblichen Kronblätter sind bei einer Länge von 12 bis 28 Millimetern länglich und gewellt. Der Fruchtknoten ist fein flaumig und oft drüsig behaart.
Die drüsenlosen oder drüsig behaarten Schoten sind bei einer Länge von 2,5 bis 12 Zentimetern sowie einem Durchmesser von 1 bis 3 Millimetern zylindrisch und besitzen am oberen Ende zwei undeutliche Hörner. Die Samen sind elliptisch, schmal geflügelt und an der Basis breiter geflügelt.
Die Chromosomenzahl beträgt 2n = 12 oder 24.

## Standorte
Im Mittelmeerraum findet sich Matthiola fruticulosa in Felsfluren, in Garigues, auch auf Sandböden.
Matthiola fruticulosa subsp. valesiaca gedeiht in der Schweiz in der feinerdereichen Kalkschuttflur in Pflanzengesellschaften des Verbands Petasition paradoxi. Sie steigt im Kanton Wallis bis zu einer Höhenlage von 2200 Metern auf.
Die ökologischen Zeigerwerte nach Landolt et al. 2010 sind in der Schweiz: Feuchtezahl F = 2 (mäßig trocken), Lichtzahl L = 4 (hell), Reaktionszahl R = 4 (neutral bis basisch), Temperaturzahl T = 3+ (unter-montan und ober-kollin), Nährstoffzahl N = 2 (nährstoffarm), Kontinentalitätszahl K = 5 (kontinental).

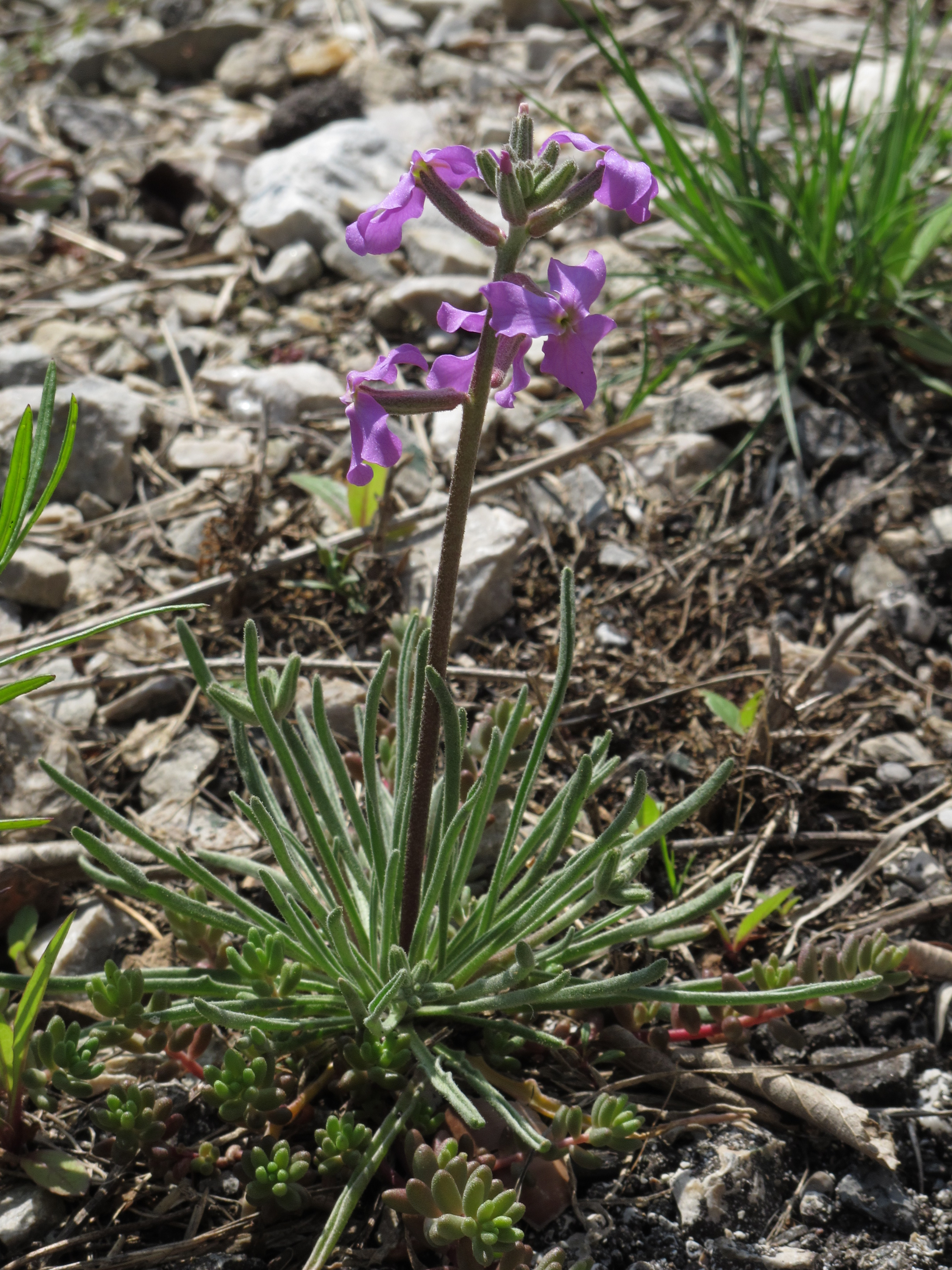
Habitus, Laubblätter und Blütenstand von Matthiola fruticulosa subsp. valesiaca

## Systematik und Verbreitung

### Taxonomie
Die Erstveröffentlichung erfolgte 1753 unter dem Namen (Basionym) Cheiranthus fruticulosus durch Carl von Linné in Species Plantarum, Tomus II, S. 662. Die Neukombination zu Matthiola fruticulosa (L.) Maire wurde 1932 durch René Maire in: Émile Jahandiez und René Maire: Catalogue des Plantes du Maroc, Band 2, S. 311 veröffentlicht. Weitere Synonyme für Matthiola fruticulosa (L.) Maire sind: Cheiranthus coronopifolius Sm., Cheiranthus tristis L., Matthiola coronopifolia (Sm.) DC., Matthiola tristis (L.) R.Br., Matthiola provincialis (L.) Mgf., Matthiola italica (Conti) Tammaro.

### Verbreitung
Matthiola fruticulosa ist im Mittelmeerraum verbreitet. Je nach Auffassung des Umfanges der Art kommt sie auch auf den Kanarischen Inseln vor. Es gibt Fundortangaben für Marokko, Algerien, Tunesien, Libyen, Portugal, Spanien, Frankreich, Italien, die Schweiz, Österreich, Kroatien, Montenegro, Albanien, Bulgarien, Nordmazedonien, Griechenland, Zypern, Libanon und den europäischen Teil der Türkei.

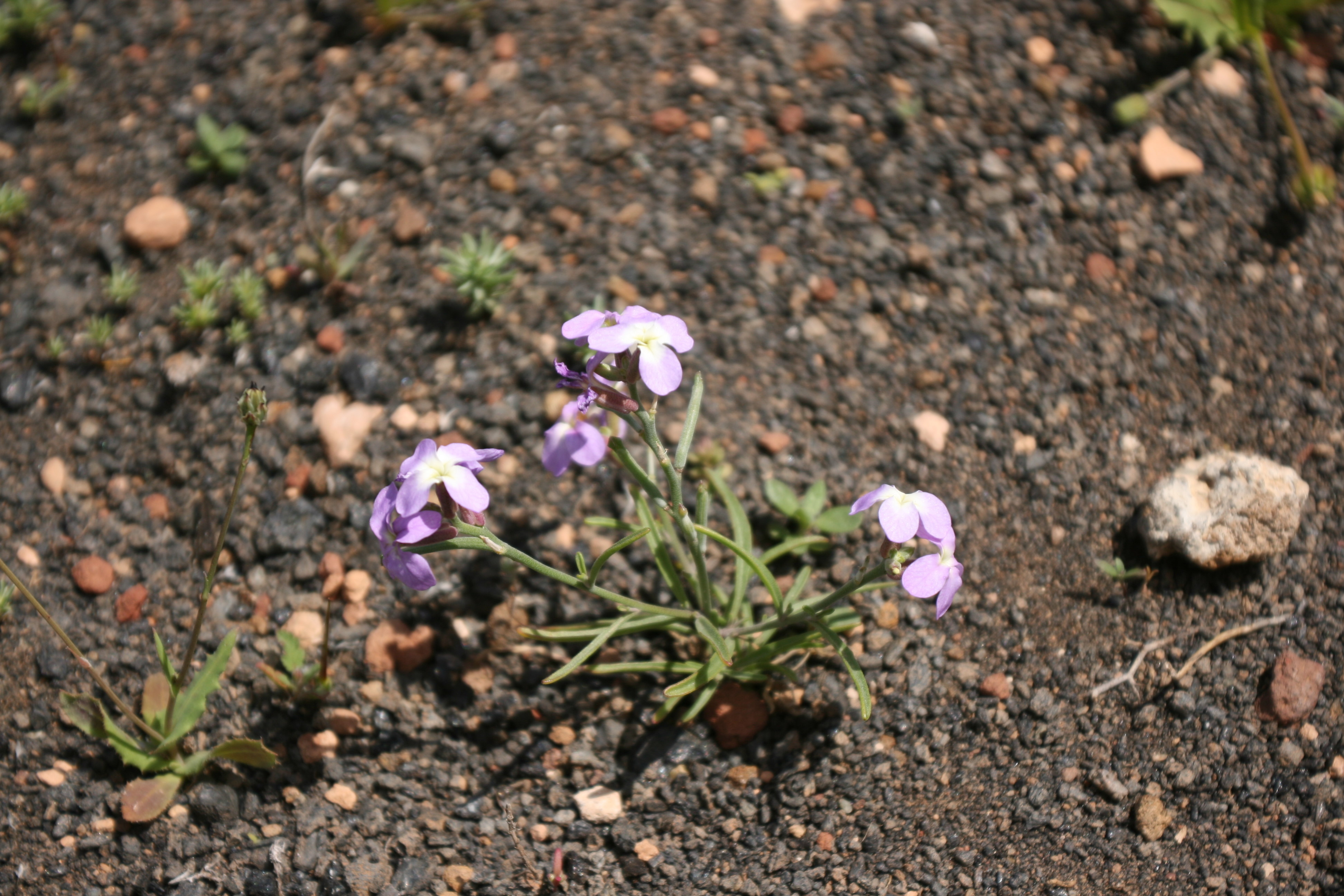
Matthiola fruticulosa var. bolleana, also die eigenständige Art Matthiola bolleana

### Subtaxa
Die Subtaxa werden kontrovers diskutiert, hier ein paar Versionen:
Je nach Autor gibt es zwei Unterarten und eine Varietät:
- Matthiola fruticulosa (L.) Maire subsp. fruticulosa (Syn.: Matthiola thessala Boiss. & Orph., Matthiola fruticulosa subsp. thessala (Boiss. & Orph.) Trinajstic): Sie kommt im Mittelmeerraum in Portugal, Spanien, Frankreich, auf den Balearen, in Italien, auf Sizilien, in Kroatien, Montenegro, Albanien, Nordmazedonien, Griechenland, Bulgarien und in der Türkei vor.[2]
- Walliser Levkoje[4] (Matthiola fruticulosa subsp. valesiaca (Gaudin) P.W.Ball, Syn.: Matthiola valesiaca Boiss., Matthiola tristis subsp. valesiaca (Boiss.) Rouy & Foucaud): Sie kommt in Spanien, Frankreich, in der Schweiz, in Österreich, Italien, Albanien, Bulgarien, Nordmazedonien, Griechenland und in der Türkei vor.[2]
- Matthiola fruticulosa var. bolleana (H.Christ) Sunding (Syn.: Matthiola bolleana H.Christ): Sie kommt nur auf Lanzarote und Fuerteventura vor.[2]

Eine weitere Unterart bei manchen Autoren ist:
- Matthiola fruticulosa subsp. perennis (Conti) P.W.Ball: Dieser Endemit: Dieser Endemit kommt nur im nordwestlichen Spanien vor. Sie ist nach Euro+Med 2011 und BrassiBase 2019 als eigenständige Art anzusehen: Matthiola perennis P.Conti.[2]

Kein Subtaxon ist bei manchen Autoren:
- Matthiola fruticulosa var. bolleana (H.Christ) Sunding ist bei BrassiBase 2019 die eigenständige Art Matthiola bolleana H.Christ[9]

Bei anderen Autoren gibt es drei Unterarten:
- Matthiola fruticulosa subsp. coronopifolia (Sm.) Giardina & Raimondo (Syn.: Matthiola coronopifolia (Sm.) DC.): Sie hat seit 2007 den Rang einer Unterart. Nach Euro+Med ist sie ein Synonym von Matthiola fruticulosa subsp. fruticulosa.[2]
- Matthiola fruticulosa (L.) Maire subsp. fruticulosa
- Matthiola fruticulosa subsp. valesiaca (Boiss.) Rouy & Foucaud